# Mosquée Muharrem Pacha
La mosquée d'Elassóna (grec moderne : Τζαμί Ελασσόνας), également connue sous le nom de mosquée Muharrem Pacha, est une mosquée ottomane située à Elassóna, en Thessalie, en Grèce, datant du XVIIe/XVIIIe siècle.
La mosquée, structure simple et austère, comprend une seule salle de prière de forme carrée de 6 m de diamètre. Elle est couverte d'une coupole reposant sur un dôme de forme octogonale soutenu par des pendentifs. Les murs sont en maçonnerie brute avec des bandes de briques irrégulières. La salle de prière est éclairée par 16 fenêtres, disposées sur deux rangées. Les fenêtres sont encadrées de cadres en plâtre à l'intérieur. Le mihrab est décoré de muqarnas unis. Autrefois, une galerie en bois existait au-dessus de l'entrée, tandis qu'un porche en bois se trouvait devant la porte. L'inscription du fondateur au-dessus de l'entrée est aujourd'hui effacée. Un minaret se dressait à l'angle nord-ouest, mais il s'est effondré en 1961.
Des travaux sont effectués afin d'améliorer la stabilité de la structure, cependant, le bâtiment n'est pas ouvert au public. Pendant un certain temps, le bâtiment sert de lieu de stockage pour une partie de la collection archéologique d'Elassóna.